# Karta Polaka
Karta Polaka – dokument potwierdzający przynależność do narodu polskiego, który może być przyznany osobie nieposiadającej obywatelstwa polskiego albo zezwolenia na osiedlenie się na terytorium Polski oraz deklarującej przynależność do narodu polskiego i spełniającej określone ustawą warunki.
Kartę Polaka ustanowiono ustawą z dnia 7 września 2007 r. o Karcie Polaka (Dz.U. z 2007 r. nr 180, poz. 1280), która określa uprawnienia posiadacza Karty Polaka, zasady przyznawania, utraty ważności i unieważniania Karty Polaka oraz właściwość i tryb postępowania organów w tych sprawach.
W latach 2008–2021 o Kartę Polaka ubiegało się 350 tys. osób, głównie z Białorusi oraz Ukrainy.

## Ustawa o Karcie Polaka

### Uchwalenie i wykonanie

#### Pierwszy projekt z 1999
Pierwszy projekt ustawy o Karcie Polaka, wprowadzającej dokument potwierdzający polską narodowość lub pochodzenie (Senacki projekt ustawy o Karcie Polaka i trybie stwierdzenia przynależności do Narodu Polskiego osób narodowości polskiej lub polskiego pochodzenia) wpłynął do Sejmu 28 kwietnia 1999 jako druk sejmowy nr 1206. Komisja Administracji i Spraw Wewnętrznych oraz Komisja Łączności z Polakami za Granicą wniosły o uchwalenie projektu ustawy.
Projekt zakładał, że uprawnionymi do otrzymania Karty Polaka byłyby osoby narodowości lub pochodzenia polskiego stale mieszkające poza granicami Rzeczypospolitej Polskiej, które:
1. posiadały obywatelstwo Rzeczypospolitej Polskiej, lecz wskutek sytuacji po wojnie 1939–1945 znalazły się poza jej granicami i pozbawione zostały obywatelstwa polskiego;
2. będąc obywatelami Rzeczypospolitej Polskiej i zamieszkując jej terytorium, wyemigrowały wskutek prześladowań politycznych, narodowościowych, religijnych lub z przyczyn ekonomicznych;
3. nie posiadając nigdy obywatelstwa polskiego, wykażą, że swym pochodzeniem, działalnością, używaniem języka polskiego jako mowy potocznej i wychowaniem potomstwa zaznaczyły w sposób oczywisty przywiązanie do narodowości polskiej.

Posiadacz Karty Polaka miałby prawo do uzyskania „wizy narodowościowej”, nieograniczonego w czasie prawa pobytu na terenie Rzeczypospolitej Polskiej, wjazdu na terytorium Rzeczypospolitej Polskiej bez obowiązku posiadania środków niezbędnych do pokrycia kosztów wjazdu, przejazdu, pobytu i wyjazdu, obciążających cudzoziemców, dostępu do szkół publicznych wszystkich szczebli na zasadach obowiązujących obywateli polskich, świadczeń z zakresu opieki zdrowotnej w czasie pobytu na terytorium Rzeczypospolitej Polskiej na zasadach obowiązujących obywateli polskich, nauki języka polskiego w formach zorganizowanych i poznania literatury kraju pochodzenia (na zasadach ustalonych przez ministra właściwego do spraw nauki) oraz otrzymywania orderów i odznaczeń przysługujących obywatelom polskim za zasługi i cnoty obywatelskie, wybitne osiągnięcia i zasługi cywilne i wojskowe położone w czasie pokoju lub wojny, dla chwały Rzeczypospolitej lub w służbie społeczeństwu, a także zwolnienia w czasie pobytu na terytorium Rzeczypospolitej z opłat i danin publicznych, obciążających cudzoziemców. Uprawnienia posiadacza Karty Polaka przysługiwałyby również jego dzieciom.
Karta Polaka miała być wydawana na czas nieokreślony i być ważna z paszportem lub innym dokumentem tożsamości. Właściwym organem do potwierdzenia polskiej przynależności narodowej lub polskiego pochodzenia miał być konsul właściwy dla miejsca stałego zamieszkania wnioskodawcy. Projekt składał się z dwudziestu artykułów. Projektodawcy w uzasadnieniu stwierdzili, że „projektowana ustawa nie pociąga za sobą bezpośrednich wydatków z budżetu Państwa”.
Biuro Studiów i Ekspertyz Kancelarii Sejmu w swojej opinii w sprawie zgodności projektu z prawem Unii Europejskiej stwierdziło, że „w obowiązującym prawie wspólnotowym nie istnieją żadne regulacje obejmujące zakres opiniowanego projektu” (strona 11 i 12 druku sejmowego nr 1206). Projekt został natomiast krytycznie oceniony przez rząd Jerzego Buzka i Sekretarza Komitetu Integracji Europejskiej Jacka Saryusza-Wolskiego.
Komitet Integracji Europejskiej zauważył, że projekt nie uwzględniał wspólnotowego podziału wiz na krótkoterminowe i długoterminowe, co mogłoby utrudnić zakwalifikowanie polskich wiz do jednego z tych dwóch rodzajów. Projekt ten, utrzymując podział na rodzaje wiz, stał też w sprzeczności z projektem nowelizacji ustawy o cudzoziemcach, która je ujednolicała. KIE w swojej opinii postawił również tezę, że tworzenie uprzywilejowanej kategorii cudzoziemców – posiadaczy Kart Polaka – stanowi naruszenie zakazu dyskryminacji wyrażonego w Powszechnej deklaracji praw człowieka, Międzynarodowym pakcie praw gospodarczych, społecznych i kulturalnych, preambule Europejskiej karty społecznej oraz Konwencji UNESCO w sprawie zwalczania dyskryminacji w dziedzinie oświaty. Opinia prawna KIE została załączona do sprawozdania Komisji Łączności z Polakami za Granicą rekomendującego uchwalenie ustawy (druk sejmowy nr 2641).
Również Rada Ministrów w swojej opinii przedstawiła niedociągnięcia projektu ustawy o Karcie Polaka. Projektowi zarzucono m.in. brak spójności z prawem wspólnotowym (Rząd podzielił stanowisko Komitetu Integracji Europejskiej), sprzeczność z konstytucyjną i międzynarodową zasadą równego traktowania cudzoziemców, nieprecyzyjne oszacowanie kosztów, tworzenie nowych kryteriów i nowej, odmiennej i niedopracowanej procedury potwierdzania polskiego pochodzenia (obok istniejącej już w ustawie o repatriacji), brak trybu zrzeczenia się Karty Polaka, nieuwzględnianie rodziny wnioskodawcy (w tym współmałżonka) oraz brak projektu przygotowania instytucji publicznych do obsługi Karty Polaka. W podsumowaniu rząd zaproponował uwzględnienie jego uwag w toku dalszych prac legislacyjnych oraz równoległe podjęcie innych działań zmierzających do poprawy sytuacji Polaków za granicą.
Do końca III kadencji Sejmu prac nad projektem nie ukończono. Ze względu na zasadę dyskontynuacji prac parlamentu projekt upadł.

#### Ustawa z 2007

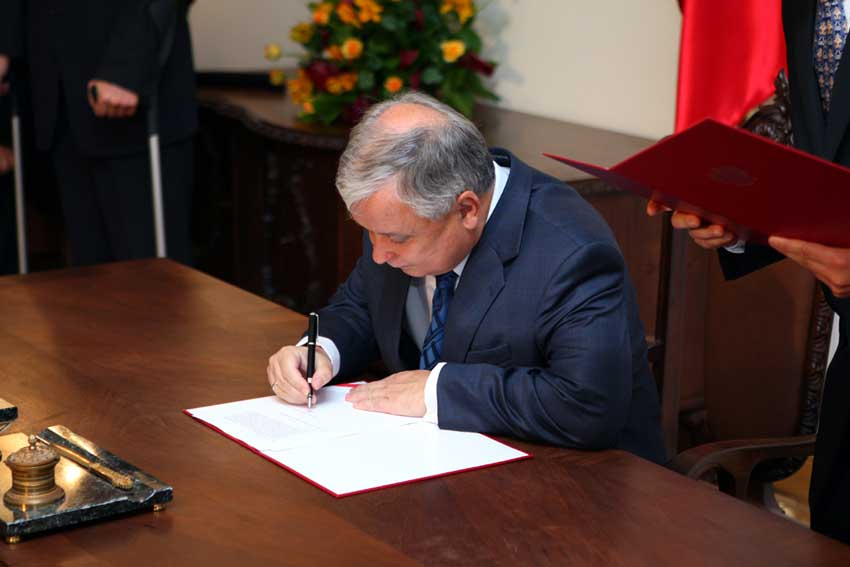
Prezydent Rzeczypospolitej Polskiej Lech Kaczyński podpisuje ustawę z dnia 7 września 2007 r. o Karcie Polaka podczas III Zjazdu Polonii i Polaków z Zagranicy.

Rządowy projekt ustawy – Karta Polaka wpłynął do Sejmu 6 lipca 2007 jako druk sejmowy nr 1957. Prace nad ustawą prowadziła Komisja Łączności z Polakami za Granicą, przyjęto poprawki. Negatywną opinię prawną w sprawie projektu wydało Biuro Analiz Sejmowych. W ramach konsultacji projekt został pozytywnie zaopiniowany przez podmioty zajmujące się tematyką Polonii i Polaków za granicą, między innymi Stowarzyszenie „Wspólnota Polska”, Fundację „Pomoc Polakom na Wschodzie”, Fundację „Semper Polonia”, Komisję Episkopatu Polski do spraw Misji oraz Ośrodek Studiów Wschodnich. Ustawę uchwalono na posiedzeniu nr 47 Sejmu V kadencji dnia 7 września 2007. 428 posłów było za, 3 przeciw, nikt się nie wstrzymał. Senat w dniu 14 września 2007 przyjął ustawę bez poprawek. Prezydent Rzeczypospolitej Polskiej podpisał ustawę 22 września 2007, podczas III Zjazdu Polonii i Polaków z Zagranicy odbywającego się w dniach 22–26 września 2007 w Warszawie. Akt opublikowano w Dz.U. z 2007 Nr 180, poz. 1280. (Dz.U. z dnia 28 września 2007). Vacatio legis dla tej ustawy wynosiło 6 miesięcy, ustawa weszła w życie 29 marca 2008. Prezes Rady Ministrów i Rada Ministrów zostały zobowiązane do wydania rozporządzeń wykonawczych. Jeszcze przed wejściem w życie ustawy dokonano jej nowelizacji (Dz.U. z 2008 r. nr 52, poz. 305) w celu:
1. dostosowania do terminologii w zakresie wiz obowiązującej po wejściu Polski do strefy Schengen (zamiast wyrażenia „wiza pobytowa długoterminowa uprawniająca do wielokrotnego wjazdu” obecnie funkcjonuje wyrażenie „wiza pobytowa krajowa”);
2. umożliwienia konsulom występowania do Szefa Agencji Bezpieczeństwa Wewnętrznego, a w razie potrzeby także do innych organów administracji publicznej, o przekazanie informacji, czy za odmową przyznania Karty Polaka przemawiają względy obronności, bezpieczeństwa albo ochrony porządku publicznego Rzeczypospolitej Polskiej albo czy wnioskodawca działa lub działał na szkodę podstawowych interesów Rzeczypospolitej Polskiej;
3. uchylenia art. 30 ustawy o Karcie Polaka i dokonania odpowiedniej nowelizacji ustawy z dnia 27 sierpnia 2004 r. o świadczeniach opieki zdrowotnej finansowanych ze środków publicznych.

Projekt rozporządzenia Prezesa Rady Ministrów w sprawie organizacji wewnętrznej i zasad funkcjonowania Rady do Spraw Polaków na Wschodzie został opracowany 23 stycznia 2008, równocześnie trwały także prace nad rozporządzeniem Prezesa Rady Ministrów w sprawie określenia wykazu organizacji pozarządowych uprawnionych do przyjmowania i przekazywania wniosków o przyznanie Karty Polaka (26 października 2007) i rozporządzeniem Prezesa Rady Ministrów w sprawie warunków organizacyjnych wykonywania obsługi Rady do Spraw Polaków na Wschodzie (26 października 2007). Rozporządzenia te zostały wydane na początku marca 2008, z datą obowiązywania od 29 marca 2008.
Ratio legis wprowadzenia Karty Polaka ustawodawca streścił w preambule do ustawy:

realizując postanowienia Konstytucji Rzeczypospolitej Polskiej w zakresie udzielania pomocy Polakom zamieszkałym za granicą w zachowaniu ich związków z narodowym dziedzictwem kulturalnym,
wypełniając moralny obowiązek wobec Polaków na Wschodzie, którzy na skutek zmiennych losów naszej Ojczyzny utracili obywatelstwo polskie,
spełniając oczekiwania tych, którzy polskimi obywatelami nigdy wcześniej nie byli, lecz ze względu na swoje poczucie tożsamości narodowej pragną uzyskać potwierdzenie przynależności do Narodu Polskiego,
w celu wzmocnienia więzi łączących Polaków na Wschodzie z Macierzą oraz wspierając ich starania o zachowanie języka polskiego oraz kultywowanie tradycji narodowej,
postanawia się, co następuje...

Swoiste karty narodowościowe wprowadziły również m.in. państwa: Węgry, Litwa i Słowacja.

### Liczba osób uprawnionych i przyznanych Kart
Nieznana jest liczba osób uprawnionych do ubiegania się o przyznanie Karty Polaka. Jeden z szacunków zakładał, że w 2008 o Kartę Polaka wystąpi od 200 do 400 tysięcy osób, a ostatecznie ponad milion.
Pierwsze decyzje w sprawie wniosku o przyznanie Karty Polaka zostały rozpatrzone pozytywnie przez konsula we Lwowie Waldemara Kowalskiego już 1 kwietnia 2008. Jednymi z pierwszych osób, które otrzymały decyzję, były Irena Sandecka (96 l.) oraz siostry Irena (89 l.) i Jadwiga Zappe (82 l.) – nauczycielki języka polskiego i religii, działaczki społeczne. Pierwsze egzemplarze Karty Polaka otrzymało osiem osób w konsulacie w Grodnie podczas obchodów Dnia Polonii i Polaków za Granicą 2 maja 2008. Wśród nich znajdowało się sześć członków Stowarzyszenia Łagierników Żołnierzy Armii Krajowej na Białorusi, w tym Kazimierz Tumiński ps. „Ben” (88 l.), jeden z ostatnich żyjących obrońców Grodna przed Armią Czerwoną.
Do 8 maja 2008, prawie półtora miesiąca po wejściu w życie ustawy o Karcie Polaka wydano nieco ponad 2 tys. decyzji o przyznaniu Karty Polaka.
12 czerwca 2008 wręczono uroczyście pierwszą na Litwie Kartę Polaka księdzu Józefowi Obrembskiemu, najstarszemu Polakowi żyjącemu na Litwie (102 lata).
W latach 2008–2021 o Kartę Polaka ubiegało się 350 tysięcy osób. Z tej liczby 87% wniosków złożono na Białorusi (162 tys.) oraz Ukrainie (147 tys.). Pod koniec 2021 Kartą Polaka legitymowało się 200 tysięcy osób (część kart była już nieaktualna, a część posiadaczy otrzymała obywatelstwo polskie).

### Koszty
Ministerstwo Spraw Zagranicznych na rok 2008 zarezerwowało na realizację zadań wynikających z ustawy o Karcie Polaka 8 470 740 złotych, w to wliczony jest koszt utworzenia 31 nowych etatów w polskich konsulatach. Koszt wyprodukowania jednej karty szacowano na 10 zł. Koszt dofinansowania wiz dla szacowanych 100 tys. osób rocznie wynosi około 24 mln zł. Przy takim założeniu koszt dofinansowania 37% ulgi na komunikację będzie wynosił około 2 mln 664 tys. zł rocznie. Ogółem koszty wprowadzenia i obsługi Karty Polaka oszacowano na 60–80 mln zł rocznie. Aplikujący o Kartę Polaka są zwolnieni z opłat konsularnych (art. 12. ust. 3. ustawy o Karcie Polaka).

## Warunki przyznania Karty Polaka
Karta Polaka może być przyznana wyłącznie osobie nieposiadającej obywatelstwa polskiego albo takiej, która nie otrzymała zezwolenia na osiedlenie się na terytorium Rzeczypospolitej Polskiej.
Karta Polaka może być przyznana osobie, która deklaruje przynależność do „Narodu Polskiego” i spełni łącznie następujące warunki:
1. wykaże swój związek z polskością przez przynajmniej podstawową znajomość języka polskiego, który uważa za język ojczysty, oraz znajomość i kultywowanie polskich tradycji i zwyczajów;
2. w obecności konsula Rzeczypospolitej Polskiej lub upoważnionego pracownika organizacji, o której mowa w art. 15 ust. 1 ustawy z dnia 7 września 2007 r. o Karcie Polaka (organizacji uprawnionej do przyjmowania i przekazywania właściwemu konsulowi wniosków o przyznanie Karty Polaka) złoży pisemną deklarację przynależności do „Narodu Polskiego”;
3. wykaże, że co najmniej jedno z jej rodziców lub dziadków albo dwoje pradziadków było narodowości polskiej, albo przedstawi zaświadczenie organizacji polskiej lub polonijnej działającej na terenie jednego z państw, o których mowa w art. 2. ust. 2 ustawy z dnia 7 września 2007 r. o Karcie Polaka, potwierdzające aktywne zaangażowanie w działalność na rzecz języka i kultury polskiej lub polskiej mniejszości narodowej przez okres co najmniej ostatnich trzech lat.

Mapa państw (kolor czerwony), których obywatele pochodzenia polskiego mogli się ubiegać o Kartę Polaka przed 14 lipca 2019. Od tej daty obywatele wszystkich państw świata mogą ubiegać się o Kartę Polaka

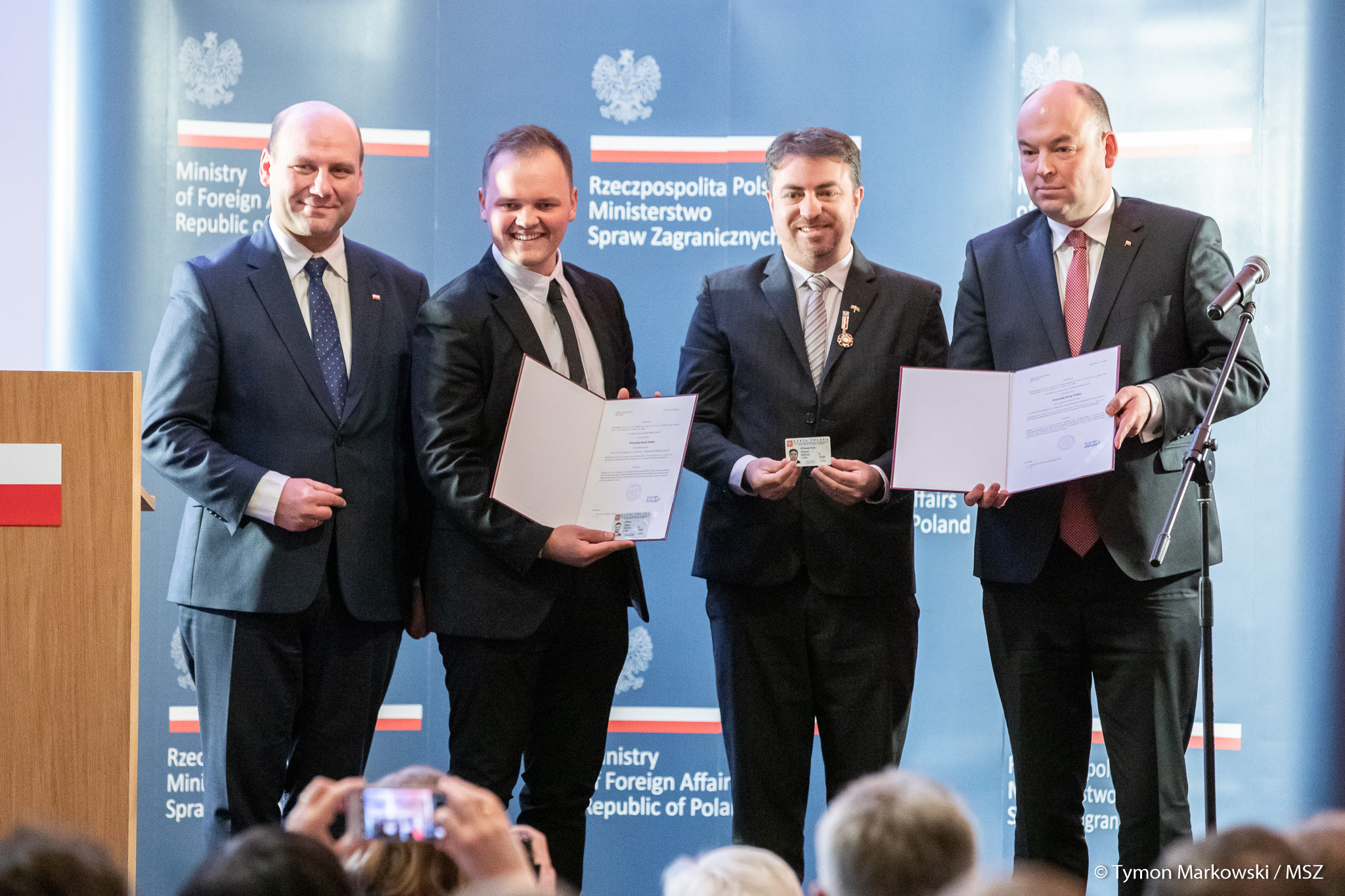
Lourival Araujo Filho, jako pierwszy przedstawiciel brazylijskiej Polonii, otrzymuje od Szymona Szynkowskiego vel Sęka oraz Jana Dziedziczaka Kartę Polaka, 2020

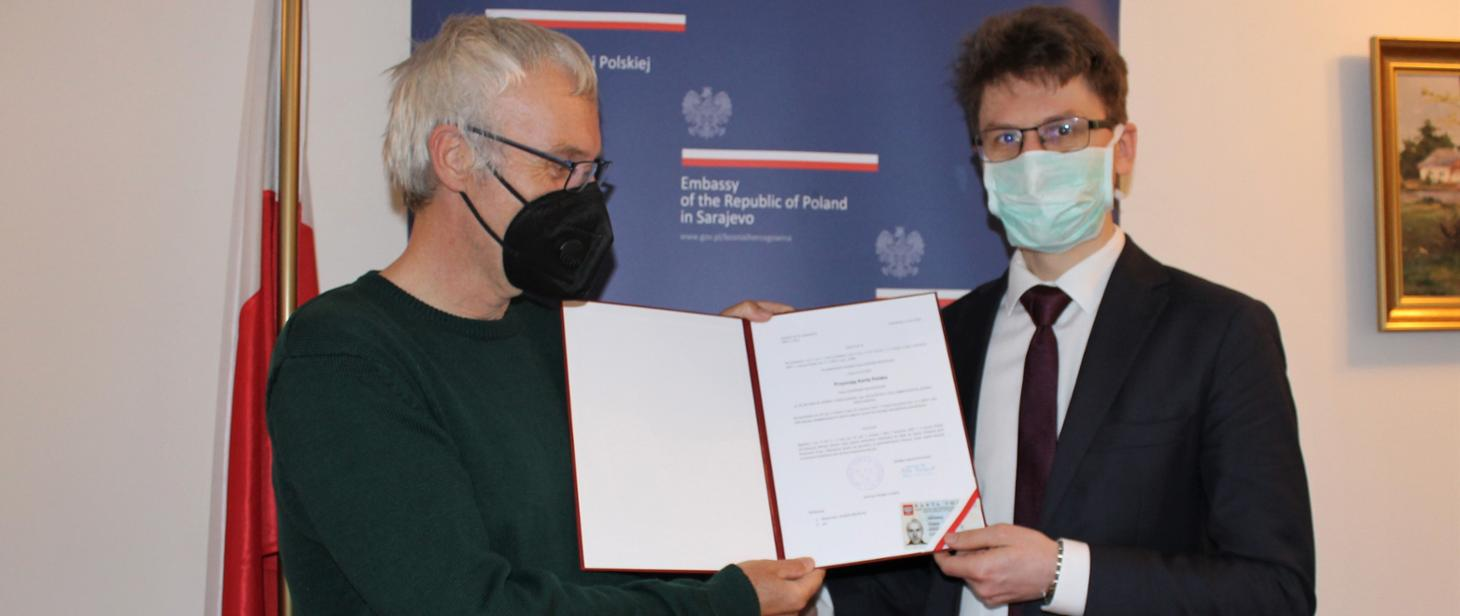
Przyznanie przez konsula Miłosza Pieńkowskiego Karty Polaka Huseinowi Oručeviciowi, jako pierwszemu w Bośni i Hercegowinie

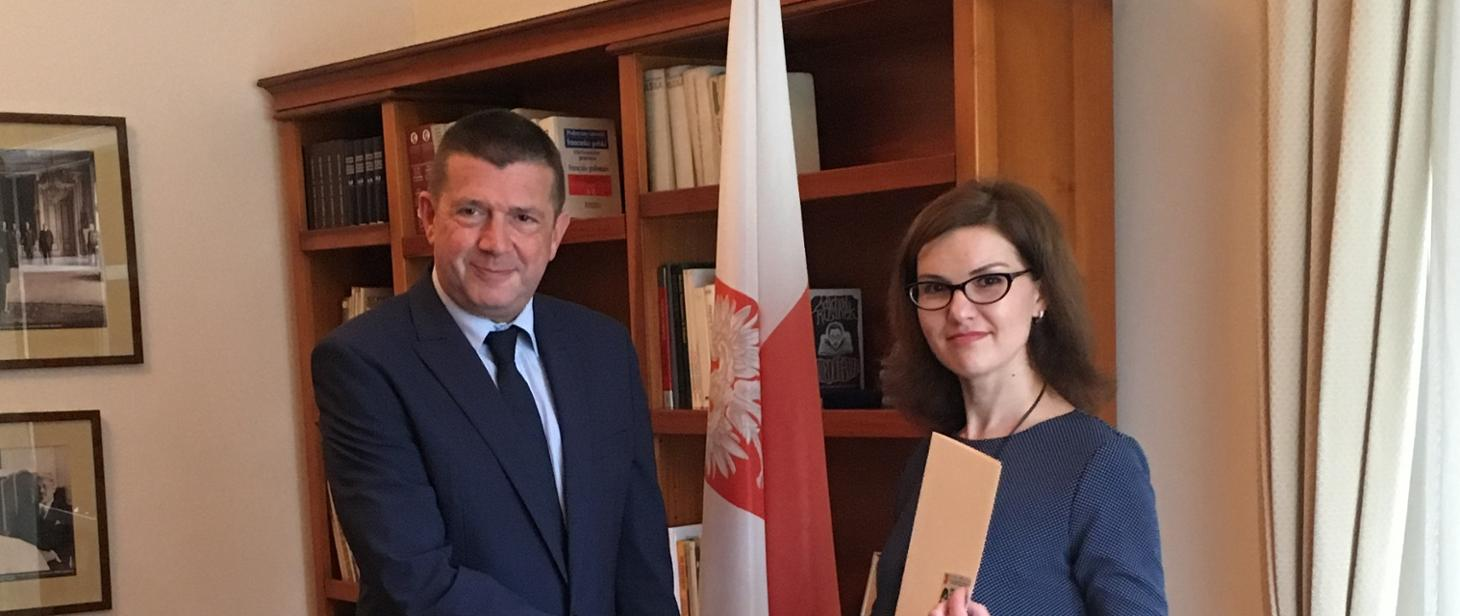
Przyznanie pierwszej Karty Polaka w Etiopii

Przed 14 lipca 2019 r. Karta Polaka mogła być przyznana wyłącznie osobie posiadającej w dniu złożenia wniosku o wydanie Karty Polaka obywatelstwo któregoś z państw będących przed 1992 r. częścią składową Związku Socjalistycznych Republik Radzieckich: Republiki Armenii, Republiki Azerbejdżańskiej, Republiki Białorusi, Republiki Estońskiej, Gruzji, Republiki Kazachstanu, Republiki Kirgiskiej, Republiki Litewskiej, Republiki Łotewskiej, Republiki Mołdawii, Federacji Rosyjskiej, Republiki Tadżykistanu, Turkmenistanu, Ukrainy albo Republiki Uzbekistanu, zgodnie z art. 2 ust. 2 Ustawy z dnia 7 września 2007 r. o Karcie Polaka.
Zgodnie z nowelizacją Ustawy z 16 maja 2019, od 14 lipca 2019 obywatele wszystkich państw świata mogą ubiegać się o Kartę Polaka.
Projektowana zmiana ustawy z dnia 15 lutego 1962 r. o obywatelstwie polskim (Dz.U. z 2000 r. nr 28, poz. 353) przewiduje możliwość przywrócenia obywatelstwa polskiego. Jednak prawodawstwo większości państw byłego bloku socjalistycznego nie przewiduje możliwości posiadania podwójnego obywatelstwa, więc z tej możliwości będą mogli skorzystać jedynie np. Polacy w Europie zachodniej lub Stanach Zjednoczonych. Dlatego też, biorąc pod uwagę konieczność wsparcia Polaków na Wschodzie, przygotowany został projekt ustawy – Karta Polaka, która z jednej strony stanowić będzie potwierdzenie przynależności do Narodu Polskiego, z drugiej zaś przyzna jej posiadaczom konkretne przywileje. Kartę Polaka należy więc traktować jako wzmocnienie więzi z Macierzą oraz próbę pewnego zadośćuczynienia Polakom, którzy z przyczyn od nich niezależnych nie mogą posiadać obywatelstwa polskiego.
Karta Polaka może być także przyznana osobie będącej obywatelem jednego z państw, o których mowa w art. 2 ust. 2 ustawy z dnia 7 września 2007 r. o Karcie Polaka, której polskie pochodzenie zostało prawomocnie stwierdzone zgodnie z przepisami ustawy z dnia 9 listopada 2000 r. o repatriacji (Dz.U. z 2022 r. poz. 1105).
Kartę Polaka można przyznać małoletniemu na wniosek rodziców, gdy oboje rodzice posiadają Kartę Polaka. Gdy tylko jeden z rodziców posiada Kartę Polaka, przyznanie może odbyć się za zgodą drugiego wyrażoną w oświadczeniu złożonym przed konsulem, chyba że drugiemu z rodziców nie przysługuje władza rodzicielska. Przyznanie Karty Polaka małoletniemu, który ukończył 16 lat, może nastąpić jedynie za jego zgodą.

## Uprawnienia posiadacza Karty Polaka
Przyznanie Karty Polaka nie oznacza nabycia polskiego obywatelstwa ani stwierdzenia polskiego pochodzenia w rozumieniu odrębnych od ustawy z dnia 7 września 2007 r. o Karcie Polaka przepisów. Karta Polaka nie jest też dokumentem uprawniającym do przekraczania granicy ani do osiedlenia się na terytorium Rzeczypospolitej Polskiej. Osoba polskiego pochodzenia, chcąca się osiedlić w Polsce, potrzebuje karty stałego pobytu, po jej otrzymaniu traci jednak możliwość uzyskania Karty Polaka, a już wydana zostaje unieważniona. Osoba, której przyznano Kartę Polaka, nabywa jednak szereg uprawnień.
Posiadacz Karty Polaka może ubiegać się o zwolnienie z opłaty za przyjęcie i rozpatrzenie wniosku o wydanie wizy pobytowej krajowej lub refundację tej opłaty. Refundacja, dokonywana za pośrednictwem właściwego konsula, jest finansowana z budżetu państwa z części, której dysponentem jest minister właściwy do spraw zagranicznych.
Posiadacz Karty Polaka ma prawo do:
1. zwolnienia z obowiązku posiadania zezwolenia na pracę na zasadach określonych w ustawie z dnia 20 marca 2025 r. o rynku pracy i służbach zatrudnienia (Dz.U. z 2025 r. poz. 620);
2. podejmowania i wykonywania działalności gospodarczej na takich samych zasadach jak obywatele polscy na zasadach określonych w ustawie z dnia 6 marca 2018 r. – Prawo przedsiębiorców (Dz.U. z 2024 r. poz. 236) oraz w ustawie z dnia 6 marca 2018 r. o zasadach uczestnictwa przedsiębiorców zagranicznych i innych osób zagranicznych w obrocie gospodarczym na terytorium Rzeczypospolitej Polskiej (Dz.U. z 2025 r. poz. 89);
3. podejmowania i odbywania studiów, kształcenia w szkole doktorskiej oraz innych form kształcenia, a także uczestniczenia w badaniach naukowych i pracach rozwojowych na zasadach określonych w ustawie z dnia 20 lipca 2018 r. – Prawo o szkolnictwie wyższym i nauce (Dz.U. z 2024 r. poz. 1571). Posiadacz Karty Polaka zachowuje przy tym prawo do ubiegania się o stypendia i inną pomoc przewidzianą dla cudzoziemców w odrębnych przepisach;
4. korzystania z form kształcenia na zasadach określonych w ustawie z dnia 14 grudnia 2016 r. – Prawo oświatowe (Dz.U. z 2024 r. poz. 737);
5. korzystania ze świadczeń opieki zdrowotnej w stanach nagłych, w zakresie określonym w ustawie z dnia 27 sierpnia 2004 r. o świadczeniach opieki zdrowotnej finansowanych ze środków publicznych (Dz.U. z 2024 r. poz. 146), chyba że umowa międzynarodowa, której Rzeczpospolita Polska jest stroną, przewiduje zasady bardziej korzystne (przepis nie dotyczy osób uprawnionych do świadczeń opieki zdrowotnej na podstawie przepisów o koordynacji systemów zabezpieczenia społecznego). Koszty niniejszych świadczeń opieki zdrowotnej są finansowane z budżetu państwa, z części której dysponentem jest minister właściwy do spraw zdrowia, na zasadach określonych w ustawie z dnia 27 sierpnia 2004 r. o świadczeniach opieki zdrowotnej finansowanych ze środków publicznych;
6. ulgi przejazdowej w wymiarze 37% przy przejazdach środkami publicznego transportu zbiorowego kolejowego w pociągach osobowych, pospiesznych i ekspresowych, na podstawie biletów jednorazowych, na zasadach określonych w ustawie z dnia 20 czerwca 1992 r. o uprawnieniach do ulgowych przejazdów środkami publicznego transportu zbiorowego (Dz.U. z 2024 r. poz. 380);
7. bezpłatnego wstępu do muzeów państwowych.

Korzystanie z uprawnień, o których mowa w art. 6 ust. 1 pkt 3-7 ustawy z dnia 7 września 2007 r. o Karcie Polaka (nauka, oświata, opieka zdrowotna, transport publiczny, muzea) wymaga okazywania Karty Polaka oraz ważnego dokumentu potwierdzającego tożsamość jej posiadacza.

## Rada do Spraw Polaków poza Granicami Kraju
Rada do Spraw Polaków na Wschodzie jest organem administracji publicznej rozpatrującym odwołania od decyzji o odmowie przyznania i decyzji o unieważnieniu Karty Polaka. Rada jest także organem właściwym w sprawach wznowienia postępowania, uchylenia, zmiany lub stwierdzenia nieważności wydanych przez siebie decyzji lub postanowień. Radzie przysługują uprawnienia organu wyższego stopnia w rozumieniu Kodeksu postępowania administracyjnego.
W skład Rady wchodzi 6 członków powoływanych przez Prezesa Rady Ministrów na pięcioletnią kadencję spośród osób wyróżniających się wiedzą i doświadczeniem z zakresu spraw dotyczących Polonii i Polaków za granicą. Co najmniej połowa członków Rady powinna posiadać wyższe wykształcenie prawnicze. Członkiem Rady może być osoba posiadająca obywatelstwo polskie i korzystająca z pełni praw publicznych oraz niekarana za przestępstwo popełnione umyślnie, ścigane z oskarżenia publicznego.
Prezes Rady Ministrów może odwołać członka Rady przed upływem kadencji. Prezes Rady Ministrów odwołuje (obligatoryjnie) członka Rady w przypadku prawomocnego skazania za przestępstwo popełnione umyślnie, ścigane z oskarżenia publicznego. W przypadku odwołania członka Rady lub jego śmierci Prezes Rady Ministrów uzupełnia skład Rady, powołując, na miejsce opróżnione, nowego członka Rady na okres do końca kadencji.
Obsługę administracyjną i kancelaryjną Rady zapewnia Kancelaria Prezesa Rady Ministrów. Działalność Rady jest finansowana z budżetu państwa, z rozdziału dotyczącego Rady do Spraw Polaków na Wschodzie, z części dotyczącej Kancelarii Prezesa Rady Ministrów. Prezes Rady Ministrów określa, w drodze rozporządzenia, warunki organizacyjne wykonywania obsługi Rady, uwzględniając charakter jej zadań. Prezes Rady Ministrów określa także, w drodze rozporządzenia:
1. wewnętrzną organizację i tryb pracy Rady, w tym tryb podejmowania decyzji,
2. tryb wyboru, uprawnienia i obowiązki przewodniczącego Rady,
3. wysokość wynagrodzenia przysługującego członkom Rady za udział w pracach Rady oraz sposób pokrywania pozostałych wydatków związanych z pracami Rady,
4. zasady prowadzenia centralnego rejestru, o którym mowa w art. 23 ust. 4 ustawy z dnia 7 września 2007 r. o Karcie Polaka (rejestr złożonych wniosków o przyznanie Karty Polaka, decyzji wydanych w tych sprawach oraz przyznanych i unieważnionych Kart Polaka)

– uwzględniając zakres zadań Rady oraz konieczność ich sprawnego i terminowego wykonywania.
Obowiązujące rozporządzenia wykonawcze Prezesa Rady Ministrów dotyczące Rady to:
- Rozporządzenie Prezesa Rady Ministrów z dnia 5 marca 2008 r. w sprawie organizacji wewnętrznej i zasad funkcjonowania Rady do Spraw Polaków na Wschodzie (Dz.U. z 2008 r. nr 41, poz. 245) oraz
- Rozporządzenie Prezesa Rady Ministrów z dnia 5 marca 2008 r. w sprawie warunków organizacyjnych wykonywania obsługi Rady do Spraw Polaków na Wschodzie (Dz.U. z 2008 r. nr 41, poz. 246).

Członkom Rady przysługuje wynagrodzenie za udział w pracach Rady, płatne z dołu, w wysokości:
- 3500 zł – wynagrodzenie miesięczne dla przewodniczącego Rady;
- 1500 zł – wynagrodzenie miesięczne dla pozostałych członków Rady;
- 120 zł – wynagrodzenie za udział w postępowaniu przed sądem administracyjnym.

Za nieobecność na posiedzeniach członkom Rady zmniejsza się wynagrodzenie miesięczne, proporcjonalnie do liczby odbytych posiedzeń Rady w danym miesiącu.
1 kwietnia 2008 Prezes Rady Ministrów Donald Tusk powołał pierwszy skład Rady:
- Robert Baran – magister prawa
- Michał Frączkiewicz – magister prawa
- Artur Kozłowski – magister prawa
- Małgorzata Krasuska – magister filologii polskiej
- Marzena Krulak – magister prawa
- Anna Luboińska-Rutkiewicz – radca prawny.

Na pierwszym posiedzeniu Rada wybrała ze swego grona na przewodniczącego Artura Kozłowskiego.
14 lipca 2019 Rada do Spraw Polaków na Wschodzie została przekształcona w Radę do Spraw Polaków poza Granicami Kraju. Skład Rady pozostał bez zmian.

## Przyznawanie i unieważnianie Karty Polaka

### Postanowienia ogólne i okres ważności

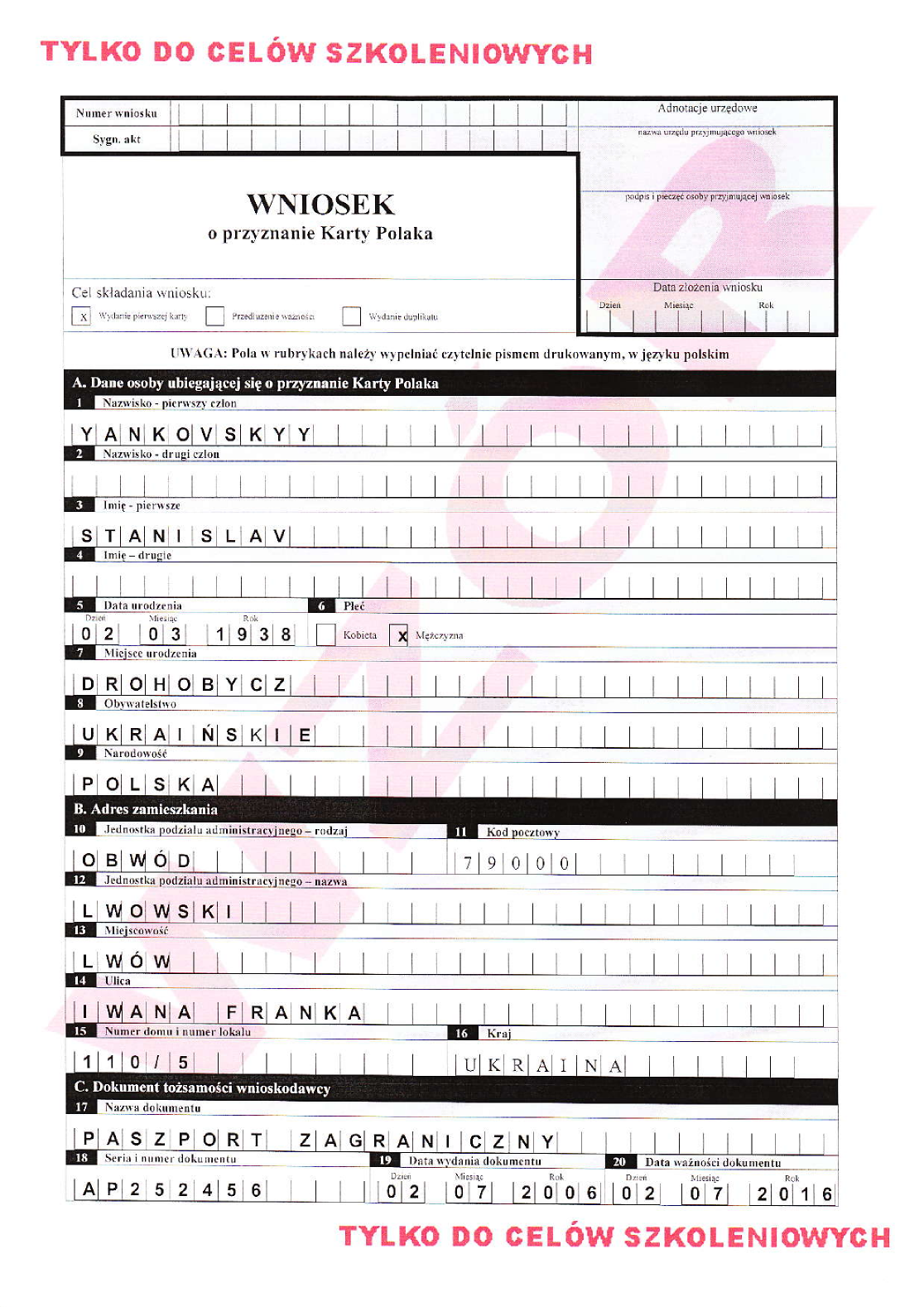
Wzór prawidłowo wypełnionego wniosku o przyznanie Karty Polaka, strona pierwsza. Aby na Karcie Polaka umieszczono nazwisko według polskiej pisowni, należy umieścić je w polu nr 1 przed nazwiskiem z dokumentu tożsamości, oddzielając je ukośnikiem, np. Kostecki / Kostetskyi. Ta sama zasada odnosi się do zapisu imion

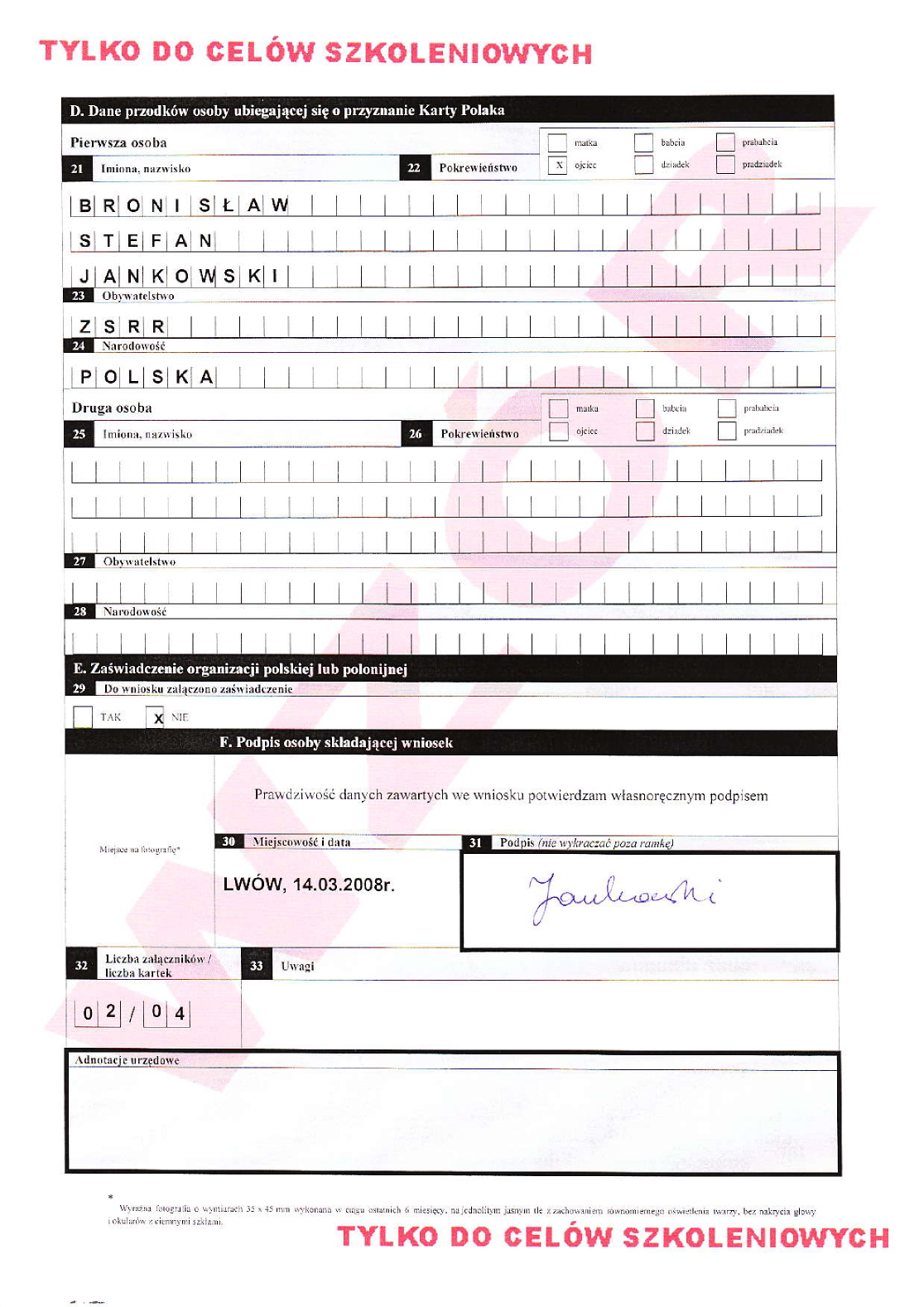
Wzór prawidłowo wypełnionego wniosku o przyznanie Karty Polaka, strona druga. Na podpis może składać się zarówno nazwisko, jak i imię oraz nazwisko

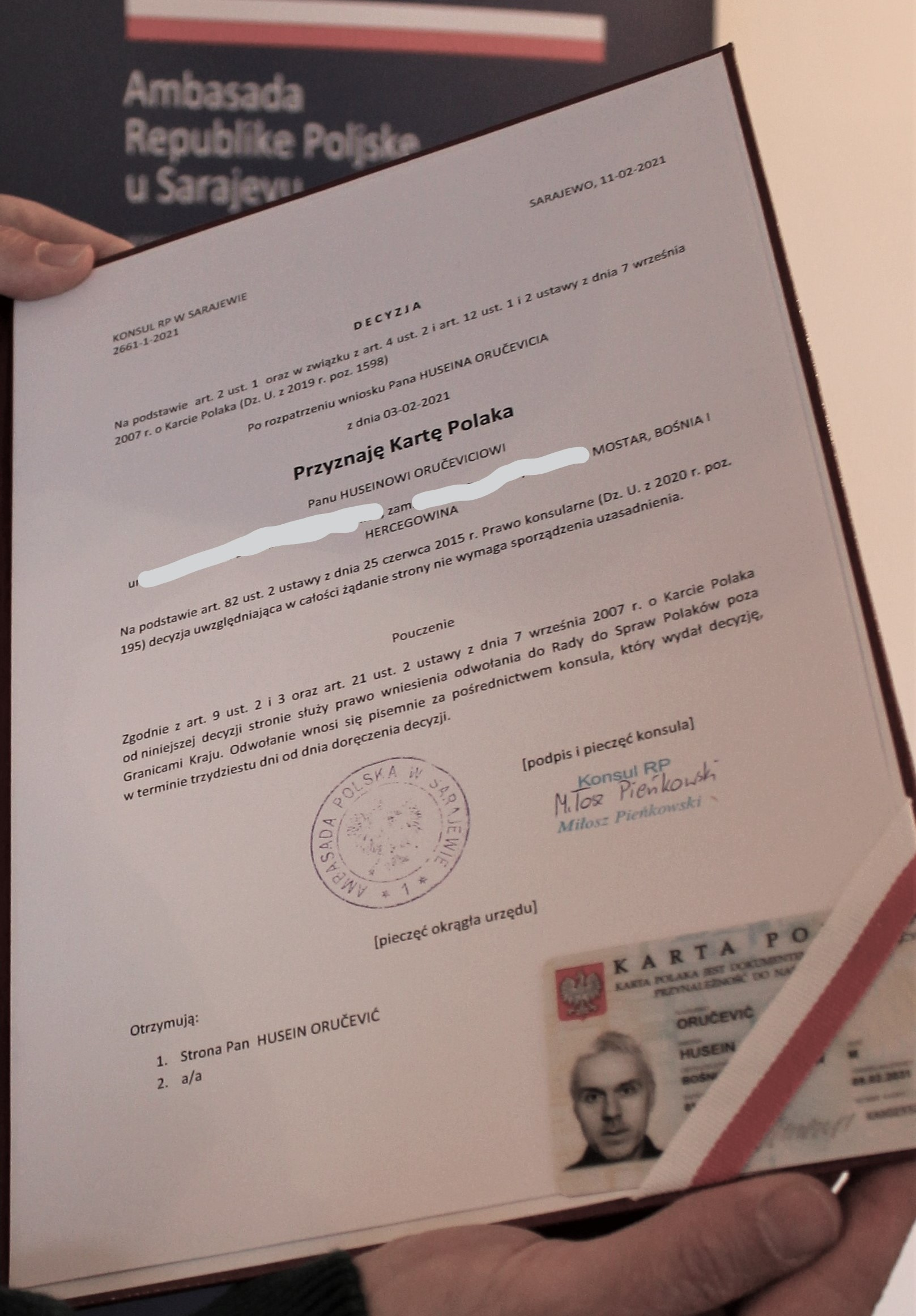
Decyzja o przyznaniu Karty Polaka obywatelowi Bośni i Hercegowiny Huseinowi Oručeviciowi; była to pierwsza wręczona w tym kraju Karta Polaka

Do postępowań w sprawach uregulowanych w ustawie z dnia 7 września 2007 r. o Karcie Polaka stosuje się przepisy ustawy 14 czerwca 1960 Kodeks postępowania administracyjnego (Dz.U. z 2022 r. poz. 2000), jeżeli ustawa o Karcie Polaka nie stanowi inaczej. Do postępowań w sprawach należących do właściwości konsulów stosuje się przepisy ustawy 25 czerwca 2015 Prawo konsularne (Dz.U. z 2023 r. poz. 1329).
Karta Polaka jest ważna przez okres 10 lat od dnia jej przyznania, z tym że przyznana małoletniemu traci ważność po upływie roku od dnia osiągnięcia przez niego pełnoletniości.
Jeżeli najpóźniej trzy miesiące przed terminem utraty ważności Karty Polaka jej posiadacz złoży odpowiedni wniosek, ważność Karty Polaka jest przedłużana na okres kolejnych 10 lat. Jeżeli po osiągnięciu pełnoletniości, najpóźniej trzy miesiące przed upływem roku od dnia osiągnięcia pełnoletniości, posiadacz złoży odpowiedni wniosek, ważność Karty Polaka jest przedłużana na okres 10 lat. Karta Polaka traci ważność z chwilą nabycia obywatelstwa polskiego albo uzyskania zezwolenia na osiedlenie się na terytorium Rzeczypospolitej Polskiej.

### Przyznawanie
Przyznanie Karty Polaka następuje w drodze decyzji administracyjnej, na pisemny wniosek osoby ubiegającej się o jej wydanie lub jej przedstawiciela ustawowego. Organem właściwym w sprawie przyznania Karty Polaka jest konsul właściwy ze względu na miejsce zamieszkania wnioskodawcy. Czynności wykonywane przez konsula w związku ze złożeniem przez wnioskodawcę wniosku i wydaniem decyzji o przyznaniu Karty Polaka są wolne od opłat konsularnych.
Wniosek o wydanie Karty Polaka zawiera następujące dane:
1. imię i nazwisko
2. datę i miejsce urodzenia
3. płeć
4. adres zamieszkania za granicą
5. obywatelstwo
6. narodowość
7. obywatelstwo i narodowość rodziców, dziadków lub pradziadków, jeżeli ich dane zostały wskazane przez osobę ubiegającą się o przyznanie Karty Polaka.

Do wniosku o przyznanie Karty Polaka wnioskodawca dołącza kopię ważnego dokumentu potwierdzającego tożsamość.
Wnioskodawca ma obowiązek przedstawić dokumenty i inne dowody potwierdzające spełnianie warunków przyznania Karty Polaka. Tymi dokumentami i dowodami mogą być w szczególności:
- polskie dokumenty tożsamości
- akty stanu cywilnego lub ich odpisy, metryki chrztu, świadectwa szkolne lub inne dokumenty potwierdzające związek z polskością
- dokumenty potwierdzające odbycie służby wojskowej w polskich formacjach wojskowych
- dokumenty potwierdzające fakt deportacji lub uwięzienia i zawierające wpis informujący o polskim pochodzeniu
- dokumenty o rehabilitacji osoby deportowanej zawierające wpis informujący o polskim pochodzeniu
- zagraniczne dowody tożsamości zawierające informacje na temat narodowości polskiej ich posiadacza
- zaświadczenie organizacji polskiej lub polonijnej działającej na terenie jednego z państw, o których mowa w art. 2 ust. 2 ustawy z dnia 7 września 2007 r. o Karcie Polaka, potwierdzające aktywne zaangażowanie w działalność na rzecz języka i kultury polskiej lub polskiej mniejszości narodowej (Prezes Rady Ministrów ogłasza, w drodze obwieszczenia, w Dzienniku Urzędowym Rzeczypospolitej Polskiej „Monitor Polski” wykaz organizacji polskich lub polonijnych uprawnionych do wystawiania zaświadczeń)
- prawomocna decyzja w sprawie stwierdzenia polskiego pochodzenia, wydana zgodnie z przepisami ustawy z dnia 9 listopada 2000 r. o repatriacji (na podstawie tej decyzji właściwy organ wydaje decyzję o przyznaniu Karty Polaka).

W odniesieniu do wnioskodawcy szczególnie zasłużonego dla Rzeczypospolitej Polskiej konsul może wydać decyzję o przyznaniu Karty Polaka bez konieczności przedstawiania przez wnioskodawcę ww. dokumentów.
Oceny znajomości języka polskiego dokonuje konsul podczas rozmowy z wnioskodawcą, z tym że w przypadku składania wniosku za pośrednictwem organizacji uprawnionej do przyjmowania i przekazywania właściwemu konsulowi wniosków o przyznanie Karty Polaka, oceny znajomości języka polskiego dokonuje upoważniony pracownik organizacji podczas rozmowy z wnioskodawcą.
Na podstawie art. 15. ust. 1 ustawy z dnia 7 września 2007 r. o Karcie Polaka Prezes Rady Ministrów może określić, w drodze rozporządzenia, wykaz organizacji pozarządowych posiadających osobowość prawną i prowadzących działalność w zakresie pomocy osobom narodowości polskiej zamieszkałym na terenie państw, o których mowa w art. 2 ust. 2 ustawy z dnia 7 września 2007 r. o Karcie Polaka, uprawnionych do przyjmowania i przekazywania właściwemu konsulowi wniosków o przyznanie Karty Polaka. Organizacja przekazuje niezwłocznie właściwemu konsulowi otrzymany wniosek o przyznanie Karty Polaka wraz z oceną znajomości języka polskiego wnioskodawcy. Pierwsze obwieszczenie Prezesa Rady Ministrów z dnia 17 marca 2008 r. w sprawie wykazu organizacji polskich lub polonijnych uprawnionych do wystawiania zaświadczeń potwierdzających aktywne zaangażowanie w działalność na rzecz języka i kultury polskiej lub polskiej mniejszości narodowej zawiera listę 34 uprawnionych organizacji pozarządowych (M.P. z 2008 r. nr 25, poz. 249):
1. Związek Polaków w Armenii „Polonia” (Republika Armenii)
2. Stowarzyszenie „Polonia – Azerbejdżan” (Republika Azerbejdżanu)
3. Związek Polaków na Białorusi (z władzami wybranymi 12–13 marca 2005 r; Republika Białorusi)
4. Związek Polaków w Estonii „Polonia” (Republika Estońska)
5. Związek Kulturalno-Oświatowy Polaków w Gruzji „Polonia” (Gruzja)
6. Związek Polaków w Abchazji „Wspólnota Polska” (Gruzja)
7. Związek Polaków w Kazachstanie (Republika Kazachstanu)
8. Polskie Stowarzyszenie Kulturalno-Oświatowe „Odrodzenie” (Republika Kirgiska)
9. Związek Polaków na Litwie (Republika Litewska)
10. Związek Polaków na Łotwie (Republika Łotewska)
11. Stowarzyszenie „Dom Polski” w Bielcach (Republika Mołdawii)
12. Stowarzyszenie Polaków Gagauzji (Republika Mołdawii)
13. Regionalna Organizacja Społeczna „Polonia” w Archangielsku (Federacja Rosyjska)
14. Regionalna Autonomiczna Polska Organizacja Narodowo-Kulturalna „Polonia” w Królewcu (Federacja Rosyjska)
15. Polska Autonomia Kulturalna „Ogniwo” w Irkucku (Federacja Rosyjska)
16. Krasnojarska Regionalna Narodowo-Kulturalna Autonomia „Dom Polski” (Federacja Rosyjska)
17. Narodowo-Kulturalna Autonomia Polaków w Ułan Ude „Nadzieja” (Federacja Rosyjska)
18. Wierszyńskie Stowarzyszenie Kultury Polskiej „Wisła” (Federacja Rosyjska)
19. Władywostocka Organizacja Społeczna „Dom Polski” (Federacja Rosyjska)
20. Kulturalno-Narodowa Organizacja Społeczna „Polonia” Republiki Chakasja (Federacja Rosyjska)
21. Centrum kultury i oświaty polskiej „Odrodzenie” Republiki Baszkortostan (Federacja Rosyjska)
22. Krasnodarska Organizacja Regionalna Polskie Centrum Narodowo-Kulturalne „Jedność” (Federacja Rosyjska)
23. Organizacja Społeczna „Dom Polski” w Smoleńsku (Federacja Rosyjska)
24. Narodowo-Kulturalna Autonomia Polaków w Moskwie „Dom Polski” (Federacja Rosyjska)
25. Polskie Stowarzyszenie „Polaros” w Jekaterynburgu (Federacja Rosyjska)
26. Stowarzyszenie „Kotłaska Polonia” (Federacja Rosyjska)
27. Karelska Regionalna Organizacja Społeczna Stowarzyszenie Kultury Polskiej „Jadwiga” (Federacja Rosyjska)
28. Stowarzyszenie Kulturalno-Oświatowe „Polonia” w Sankt Petersburgu (Federacja Rosyjska)
29. Związek Polaków im. A. Maleckiego w Sankt Petersburgu (Federacja Rosyjska)
30. Centrum „Polonia Turkmeńska” (Turkmenistan)
31. Federacja Organizacji Polskich na Ukrainie (Ukraina)
32. Związek Polaków na Ukrainie (Ukraina)
33. Polskie Stowarzyszenie Kulturalno-Oświatowe w Uzbekistanie „Świetlica Polska” (Republika Uzbekistanu)
34. Stowarzyszenie „Polonia” (Republika Uzbekistanu).

Kartę Polaka osobie, której ją przyznano, wydaje konsul. Kartę Polaka wręcza konsul lub inna upoważniona przez niego osoba. Jeżeli jest to możliwe, wręczenie Karty Polaka następuje w sposób uroczysty. W przypadku zagubienia lub zniszczenia Karty Polaka konsul, na wniosek posiadacza, wydaje duplikat Karty Polaka.
Rada Ministrów została zobligowana do określenia, w drodze rozporządzenia wzoru wniosku o przyznanie Karty Polaka i wzoru Karty Polaka, uwzględniając w szczególności dane, które muszą być zawarte we wniosku o wydanie Karty Polaka, oraz dane i informacje, jakie powinny być zawarte w Karcie Polaka. Urzędująca w dniu uchwalenia ustawy z dnia 7 września 2007 r. o Karcie Polaka Rada Ministrów nie zdążyła wydać rozporządzenia, chociaż projekt był już gotowy. Obowiązujące rozporządzenie Rady Ministrów w sprawie określenia wzoru wniosku o przyznanie Karty Polaka oraz wzoru Karty Polaka wydano 4 marca 2008 (Dz.U. z 2008 r. nr 48, poz. 282).
Konsul wydaje decyzję o odmowie przyznania Karty Polaka w przypadku, gdy:
1. wnioskodawca nie spełnia warunków przyznania Karty Polaka (nie dotyczy wnioskodawcy szczególnie zasłużonego dla Rzeczypospolitej Polskiej);
2. w postępowaniu o przyznanie Karty Polaka wnioskodawca złożył wniosek lub dołączył do niego dokumenty zawierające nieprawdziwe dane osobowe lub fałszywe informacje, jak również gdy zeznał nieprawdę lub zataił prawdę albo, w celu użycia jako autentycznego, podrobił lub przerobił dokument albo takiego dokumentu jako autentycznego użył;
3. wnioskodawca repatriował się z terytorium Rzeczypospolitej Polskiej albo Polskiej Rzeczypospolitej Ludowej, na podstawie umów repatriacyjnych zawartych w latach 1944–1957 przez Rzeczpospolitą Polską albo przez Polską Rzeczpospolitą Ludową z Białoruską Socjalistyczną Republiką Radziecką, Ukraińską Socjalistyczną Republiką Radziecką, Litewską Socjalistyczną Republiką Radziecką i Związkiem Socjalistycznych Republik Radzieckich, do jednego z państw będących stroną tych umów;
4. wnioskodawca nabył obywatelstwo polskie albo uzyskał zezwolenie na osiedlenie się na terytorium Rzeczypospolitej Polskiej;
5. przemawiają za tym względy obronności, bezpieczeństwa albo ochrony porządku publicznego Rzeczypospolitej Polskiej;
6. wnioskodawca działa lub działał na szkodę podstawowych interesów Rzeczypospolitej Polskiej.

Przed wydaniem decyzji o przyznaniu Karty Polaka właściwy konsul może zwrócić się do Szefa Agencji Bezpieczeństwa Wewnętrznego, a w razie potrzeby także do innych organów administracji publicznej, z wnioskiem o przekazanie informacji, czy wobec wnioskodawcy zachodzą okoliczności, o których mowa w art. 19 pkt 5 lub 6 ustawy o Karcie Polaka (względy obronności, bezpieczeństwa albo ochrony porządku publicznego lub działanie wnioskodawcy na szkodę podstawowych interesów Rzeczypospolitej Polskiej). Niniejsze organy administracji mają obowiązek przekazać te informacje w terminie 14 dni od dnia otrzymania wniosku o przekazanie. Nieprzekazanie informacji w tym terminie uznaje się za równoważne z brakiem okoliczności wymienionych w art. 19 pkt 5 lub 6 ustawy o Karcie Polaka.
Organem odwoławczym od decyzji o odmowie przyznania Karty Polaka jest Rada do Spraw Polaków na Wschodzie. Odwołanie wnosi się za pośrednictwem konsula w terminie 30 dni od dnia doręczenia decyzji.

#### Przykładowy przebieg procedury
Przykładowa procedura postępowania przez wnioskodawcę określona przez Ministerstwo Spraw Zagranicznych:
- uzyskanie i wypełnienie formularza wniosku zgodnie z objaśnieniami[33];
- dołączenie zdjęcia według objaśnienia oraz podpisanie wniosku;
- skompletowanie dokumentów służących jako dowód na przynależność do narodu polskiego oraz sporządzenie ich kopii, a także sporządzenie kopii paszportu lub innego dokumentu tożsamości;
- skontaktowanie się z konsulatem w celu ustalenia terminu rozmowy z konsulem;
- przygotowanie koperty zaadresowanej do siebie (z naklejonym znaczkiem opłaty za usługi pocztowe);
- zgłoszenie się z dokumentami, ich kopiami oraz kopertą na wyznaczoną rozmowę z konsulem.

Rozmowa z konsulem odbywa się wyłącznie w języku polskim. Konsul przedkłada do podpisu „deklarację o przynależności do Narodu Polskiego” o treści „Ja, [imię i nazwisko], uroczyście deklaruję przynależność do Narodu Polskiego oraz oświadczam, że język polski jest moim językiem ojczystym” oraz przeprowadza rozmowę na temat Polski, w tym jej historii i kultury oraz obyczajów i tradycji polskich. Konsul może też przeprowadzić test pisemny.

### Unieważnianie
Konsul, w drodze decyzji administracyjnej, z urzędu unieważnia Kartę Polaka w przypadku:
1. gdy po otrzymaniu Karty Polaka jej posiadacz zachowuje się w sposób uwłaczający Rzeczypospolitej Polskiej lub Polakom (posiadacz Karty Polaka niezwłocznie zwraca Kartę Polaka konsulowi, który ją wydał);
2. gdy zachodzi jedna z przesłanek określonych w art. 19 pkt 2 i 4-6 ustawy z dnia 7 września 2007 r. o Karcie Polaka (kłamstwo przy procedurze przyznawania, uzyskanie obywatelstwa lub zezwolenia na osiedlenie się, względy obronności, bezpieczeństwa albo ochrony porządku, działanie na szkodę podstawowych interesów Rzeczypospolitej Polskiej);
3. zrzeczenia się Karty Polaka.

Organem odwoławczym od decyzji o unieważnieniu Karty Polaka jest Rada do Spraw Polaków na Wschodzie. Odwołanie wnosi się za pośrednictwem konsula w terminie 30 dni od dnia doręczenia decyzji.

## Rejestry dotyczące Karty Polaka
Konsul prowadzi, w zakresie swojej właściwości, rejestr złożonych wniosków o przyznanie Karty Polaka, decyzji wydanych w tych sprawach oraz przyznanych i unieważnionych Kart Polaka (rejestr konsularny). Rejestr ten zawiera informację o wydanych decyzjach oraz następujące dane osób, którym przyznano albo odmówiono przyznania Karty Polaka, albo których Kartę Polaka unieważniono:
1. imię i nazwisko,
2. datę i miejsce urodzenia,
3. płeć,
4. adres zamieszkania za granicą,
5. obywatelstwo,
6. narodowość,
7. obywatelstwo i narodowość rodziców, dziadków lub pradziadków, jeżeli ich dane zostały wskazane przez osobę ubiegającą się o przyznanie Karty Polaka.

Konsul przekazuje powyższe dane Radzie do Spraw Polaków na Wschodzie. Rada prowadzi centralny rejestr przyznanych oraz unieważnionych Kart Polaka (rejestr centralny). Rejestr centralny zawiera powyższe dane. Okres przechowywania danych w rejestrach wynosi dziesięć lat.
Dane te są udostępniane za pośrednictwem urządzeń teleinformatycznych, bez konieczności składania pisemnych wniosków, ministrowi właściwemu do spraw wewnętrznych, Szefowi Agencji Bezpieczeństwa Wewnętrznego, Szefowi Agencji Wywiadu, konsulom oraz organom Policji i Straży Granicznej, w zakresie niezbędnym do wykonywania zadań ustawowych tych organów.
Sposób prowadzenia rejestru prowadzonego przez konsula i centralnego rejestru prowadzonego przez Radę, sposób przetwarzania danych w nich zawartych, a także szczegółowe zasady przekazywania przez konsula danych do centralnego rejestru określa rozporządzenie Ministra Spraw Zagranicznych z dnia 22 grudnia 2017 r. w sprawie rejestrów Kart Polaka (Dz.U. z 2023 r. poz. 858).

## Wygląd Karty Polaka
Obecny, obowiązujący od 2016 r. wzór Karty Polaka określa załącznik nr 2 do rozporządzenia Ministra Spraw Zagranicznych z dnia 26 sierpnia 2016 r. w sprawie wzoru wniosku o przyznanie lub przedłużenie ważności Karty Polaka oraz wzoru Karty Polaka (Dz.U. z 2016 r. poz. 1382). Karta Polaka została opracowana przez Kancelarię Prezesa Rady Ministrów przy znaczącym udziale Centrum Personalizacji Dokumentów Ministerstwa Spraw Wewnętrznych i Administracji, które odpowiedzialne jest za produkcję i personalizację egzemplarzy Karty Polaka. Karta Polaka jest produkowana na wzór polskich dowodów osobistych, z tworzywa sztucznego, co ma utrudnić możliwość fałszowania i podrabiania. Projekt poprzedniej Rady Ministrów przewidywał wytwarzanie Kart Polaka w formie papierowej.
Obecny wzór Karty Polaka jest oparty na poprzednio obowiązującym wzorze, wprowadzonym wraz z rozpoczęciem wydawania Kart Polaka w 2008 r., określonym w załączniku nr 2 do rozporządzenia Rady Ministrów z dnia 4 marca 2008 r. w sprawie określenia wzoru wniosku o przyznanie Karty Polaka oraz wzoru Karty Polaka (Dz.U. z 2008 r. nr 48, poz. 282).

### Pisownia nazwisk
Nazwisko podane w Karcie Polaka musi odpowiadać nazwisku określonemu w dokumencie tożsamości, gdyż przy korzystaniu z Karty Polaka okazuje się ją razem z dokumentem tożsamości, np. paszportem. Związki polonijne protestowały przeciwko brakowi polskiego zapisu nazwiska w dokumencie potwierdzającym przynależność do narodu polskiego. W tej sytuacji zdecydowano, że nazwiska na Karcie Polaka są umieszczane według pisowni polskiej, w nawiasie natomiast dodatkowo zapisuje się nazwisko transkrybowane na alfabet łaciński według zasad transkrypcji stosowanych przez urząd wydający dokument tożsamości (np. wpisanie we wniosku Kostecki / Kostetskyi będzie skutkowało umieszczeniem na Karcie Polaka Kostecki (Kostetskyi)). Ta sama zasada odnosi się do zapisu imion.

## Ocena Karty Polaka
Osobami zainteresowanymi są byli obywatele polscy, osoby narodowości polskiej, które utraciły obywatelstwo i opuściły kraj na skutek przesunięcia granic państwowych, przymusowych przesiedleń, zesłań lub uchodźstwa. Od dnia wejścia w życie Konstytucji Rzeczypospolitej Polskiej z 1997 na organach państwa spoczywa obowiązek wykonania nakazu zawartego w art. 6. ust. 2: „Rzeczpospolita Polska udziela pomocy Polakom zamieszkałym za granicą w zachowaniu ich związków z narodowym dziedzictwem kulturalnym”. Cele wprowadzenia ustawy zostały określone w preambule, która odnosi się do przepisu oraz ponadto deklaruje dążenie do wzmocnienia więzi łączących Polaków na Wschodzie z Macierzą oraz wspieranie ich starań o zachowanie języka polskiego oraz kultywowanie tradycji narodowej.
24 sierpnia 2007 odbyła się przed budynkiem Sejmu demonstracja poparcia dla projektu ustawy o Karcie Polaka, w której wzięło udział kilkuset Polaków z Białorusi, Litwy, Ukrainy, Rosji i Kazachstanu.
Andżelika Borys oceniła Kartę Polaka jako potwierdzenie przynależności (Polaków na Białorusi i wschodzie) do narodu. Józef Łucznik wyraził wątpliwość, czy obywatele Białorusi mający Kartę Polaka zyskają cokolwiek. Stwierdził, że wielu działaczom Związku Polaków na Białorusi (odłamu nieuznawanego przez władze polskie) zakazano wjazdu na terytorium Rzeczypospolitej Polskiej. Głównymi zainteresowanymi mają być „obywatele białoruscy prowadzący drobny handel i regularnie jeżdżący do Polski”.
Ustawę o Karcie Polaka Prezydent Rzeczypospolitej Polskiej Lech Kaczyński podpisał podczas III Zjazdu Polonii i Polaków z Zagranicy. Zjazd, w którym uczestniczyło 400 osób z ponad 60 krajów, wyraził wdzięczność w podjętej uchwale:

Zjazd wyraża najwyższym władzom państwowym wdzięczność za uchwalenie Karty Polaka.

### Polska

#### Biuro Analiz Sejmowych
Jan Morwiński – ekspert ds. legislacji z Biura Analiz Sejmowych w sporządzonej opinii projektu ustawy zwrócił uwagę, że projektodawcy nie są konsekwentni w realizacji ogólnego celu wyrażonego w ustawie zasadniczej. W ocenie projektodawców ustawa jest wyrazem spełnienia moralnego obowiązku Państwa Polskiego wobec Rodaków, którzy na skutek zmiennych losów naszej Ojczyzny znaleźli się poza jej obecnymi granicami oraz wypełnieniem konstytucyjnego nakazu pomocy Polonii (zdanie pierwsze uzasadnienia projektu ustawy). Projektodawcy wyodrębnili katalog państw, których zamieszkujący Polacy znajdują się w najtrudniejszej sytuacji prawnej i materialnej. Podważył prawidłowość wyboru konkretnych państw, zauważając, że znajdująca się w niektórych państwach Afryki czy Ameryki Południowej Polonia również może znajdować się w trudnej sytuacji. Uzasadnienie projektu nie zawiera szczegółowego wyjaśnienia, dlaczego uprawnienia wynikające z Karty Polaka mają obejmować jedynie część Polonii, co stanowi naruszenie konstytucyjnej zasady równości wobec prawa, bowiem Konstytucja Rzeczypospolitej Polskiej nie zawiera rozróżnienia w zakresie dotyczącym udzielania pomocy Polakom zamieszkałym za granicą.
Morwiński zaznaczył również, że ustawa wyraźnie ignoruje dyspozycję art. 52 ust. 5 Konstytucji Rzeczypospolitej Polskiej: „Osoba, której pochodzenie polskie zostało stwierdzone zgodnie z ustawą, może osiedlić się na terytorium Rzeczypospolitej Polskiej na stałe”. Otrzymanie Karty Polaka uzależnione jest od stwierdzenia w procedurze określonej tą ustawą polskiego pochodzenia (art. 2 ust. 1 pkt 3 ustawy). To stwierdzenie nie uprawnia jednak ani do przekraczania granicy, ani do osiedlenia się na terytorium Rzeczypospolitej Polskiej (art. 7 ust. 2 ustawy), co stoi w sprzeczności z art. 52 ust. 5 Konstytucji Rzeczypospolitej Polskiej. Według Morwińskiego ustawowa konieczność wykazania, że co najmniej jedno z jej rodziców lub dziadków albo dwoje pradziadków było narodowości polskiej lub posiadało obywatelstwo polskie jest równoznaczne ze stwierdzeniem pochodzenia polskiego.
Autor opinii zwraca też uwagę na niejasności natury językowej. Polski system prawa posługuje się zwrotem „deklarowanie narodowości polskiej”, „narodowość polska”, podczas gdy ustawa wprowadza wyrażenie „przynależność do Narodu Polskiego”. Zachodzi wątpliwość, że ustawodawca tworzy nową kategorię prawną, czy też jest to przypadkowa różnica, zaburzająca spójność systemową. Autor wskazuje na niewłaściwe sformułowanie zawarte w art. 13 ust. 3 projektu „dokumentami i dowodami, o których mowa w ust. 2, mogą być w szczególności”. Właściwa redakcja powinna otrzymać brzmienie: „Dowodami, o których mowa w ust. 2, mogą być w szczególności:”. Art. 5 ust. 1 stanowi, że posiadacz Karty Polaka może ubiegać się o zwolnienie z opłaty za wydanie wizy, jednak nie podano kryteriów przyznania takiego zwolnienia. W praktyce przepis ten traktuje się jako zwolnienie z opłaty (tak na stronach polskich konsulatów).
Opinia prawna krytycznie też odnosi się do utworzenia Rady do Spraw Polaków na Wschodzie, kolejnego organu kolegialnego administracji publicznej o wąskich kompetencjach, które zdaniem autora z powodzeniem mógłby posiadać minister właściwy do spraw wewnętrznych.
Nie jest też jasna relacja ustawy o Karcie Polaka do ustawy o repatriacji (podobna procedura, diametralnie różny zakres przyznanych wnioskodawcy uprawnień – obywatelstwo a Karta Polaka). W podsumowaniu autor sugerował rezygnację z prac ustawodawczych nad projektem ustawy o Karcie Polaka na rzecz nowelizacji ustawy o repatriacji, ewentualnie poprawę projektu.

#### Urząd Komitetu Integracji Europejskiej
Sekretarz Urzędu Komitetu Integracji Europejskiej Tomasz Nowakowski w piśmie z 31 sierpnia 2007 do Stanisława Zadory, Przewodniczącego Komisji Łączności z Polakami za Granicą przedstawił opinię o zgodności z prawem Unii Europejskiej projektu ustawy o Karcie Polaka. UKIE stwierdził, że przyznanie możliwości ubiegania się o Kartę Polaka obywatelom trzech państw członkowskich Unii Europejskiej, tj. Litwy, Łotwy i Estonii, przy jednoczesnym braku takiego uprawnienia dla obywateli pozostałych 23 państw członkowskich, choćby spełniali oni ustawowe warunki, stanowi bezpośrednią dyskryminację ze względu na obywatelstwo, zakazaną przez art. 12 Traktatu ustanawiającego Wspólnotę Europejską. Urząd wskazał, że niezgodność może być usunięta poprzez rozszerzenie katalogu państw, których obywatele mogą się ubiegać o Kartę Polaka o 23 państwa członkowskie Unii Europejskiej, Konfederację Szwajcarską i państwa członkowskie Europejskiego Stowarzyszenia Wolnego Handlu (EFTA) – strony umowy o Europejskim Obszarze Gospodarczym. Urząd też stwierdził, że rejestry dotyczące Karty Polaka (rejestry konsularne oraz centralny) zawierają dane wrażliwe i powinny podlegać ochronie przepisów ustawy z dnia 29 sierpnia 1997 r. o ochronie danych osobowych (Dz.U. z 1997 r. nr 133, poz. 883) – zgodnie z dyrektywą 95/46/WE Parlamentu Europejskiego i Rady z dnia 24 października 1995 r. w sprawie ochrony osób fizycznych w zakresie przetwarzania danych osobowych oraz swobodnego przepływu tych danych (CELEX: 31995L0046). Identycznie jak w 1999, opinia prawna UKIE została załączona do sprawozdania Komisji Łączności z Polakami za Granicą rekomendującego uchwalenie ustawy (druk sejmowy nr 2097) i jej wnioski nie zostały uwzględnione.

#### Biuro Legislacyjne w Kancelarii Senatu
Uwagi Biura Analiz Sejmowych nie zostały przez Sejm uwzględnione i uchwalona ustawa została przekazana do Senatu Rzeczypospolitej Polskiej. Biuro Legislacyjne w Kancelarii Senatu wydało opinię prawną zgadzającą się z tezami przedstawionymi w opinii Biura Analiz Sejmowych. Roman Kapeliński, Dyrektor Biura Legislacyjnego, zaproponował kilka poprawek oraz zauważył, że ustawa o Karcie Polaka nie uwzględnia nowego podziału na wizę pobytową jednolitą (obszar Schengen) oraz wizę pobytową krajową. Mimo krytycznych opinii Senat nie wniósł poprawek. Poprawki do ustawy zgłosiło kilku senatorów, a część z proponowanych zmian poparły komisje senackie. Zgodnie z regulaminem Senatu w pierwszej kolejności głosowano nad wnioskiem o przyjęcie ustawy bez poprawek. Senat 50 głosami, przy 31 przeciw i 2 wstrzymujących się, zaakceptował ten wniosek i podjął uchwałę o przyjęciu ustawy bez zmian. Argumentem za przyjęciem ustawy bez zmian był fakt, że było to ostatnie, 39. posiedzenie Senatu VI kadencji, poprzedzone ostatnim, 48. posiedzeniem Sejmu V kadencji. Przyjęcie poprawek wydłużyłoby proces legislacyjny i ustawa upadłaby ze względu na koniec kadencji.
Prezydent Rzeczypospolitej Polskiej Lech Kaczyński podpisał ustawę o Karcie Polaka 22 września 2007. Nie zastosował prawa weta ani nie skierował do Trybunału Konstytucyjnego wniosku o zbadanie zgodności ustawy z Konstytucją Rzeczypospolitej Polskiej.
Jeszcze przed wejściem w życie ustawy uchwalono nowelę konkretyzującą przepis o zwolnieniu z opłaty za przyjęcie i rozpatrzenie wniosku o wydanie wizy lub o refundację tej opłaty – uściślono, że chodzi o wizę pobytową krajową (uwzględnienie nowego podziału na wizę pobytową jednolitą oraz wizę pobytową krajową), tym samym posiadacze Kart Polaka nie są zwolnieni z opłat za wydanie wizy pozwalającej przemieszczać się po terytorium państw układu z Schengen (Dz.U. z 2008 r. nr 52, poz. 305). Pozostałe zastrzeżenia wymienione w trzech opiniach – Biura Analiz Sejmowych, Urzędu Komitetu Integracji Europejskiej oraz Biura Legislacyjnego w Kancelarii Senatu – nie zostały uwzględnione.

#### Ministerstwo Spraw Zagranicznych
Sekretarz stanu w Ministerstwie Spraw Zagranicznych Jan Borkowski, podsumowując prawie półtora miesiąca działania ustawy o Karcie Polaka, zauważył, że ustawa nie obejmuje m.in. bezpaństwowców. Ministerstwo szacuje, że na samej Łotwie może mieszkać 20 tys. apatrydów polskiego pochodzenia.

#### Instytucje prywatne
Nasz Dziennik sygnalizuje, że wprowadzenie wykazu organizacji polskich lub polonijnych uprawnionych do wystawiania zaświadczeń potwierdzających aktywne zaangażowanie w działalność na rzecz języka i kultury polskiej lub polskiej mniejszości narodowej może dyskryminować Polaków nienależących do organizacji wpisanych do wykazu. Przykładowo w pierwszym wykazie ujęto dwie organizacje polonijne z około setki działających na terenie Ukrainy.

### Państwa byłego Związku Radzieckiego
Władze Republiki Białorusi jeszcze przed wejściem w życie ustawy o Karcie Polaka protestowały przeciwko wprowadzeniu jej w uchwalonym kształcie, bo może zdestabilizować stosunki między różnymi narodowościami na Białorusi. Mikołaj Czarhiniec nazwał je wrogim działaniem Polski wobec Białorusi, oskarżając jednocześnie Polskę, że podczas spisu ludności w 2002 Białorusinów i Cyganów zmuszano, by określali się jako Polacy. Miesiąc po wejściu w życie ustawy Prezydent Aleksander Łukaszenka oświadczył: „Nieprawidłowo zareagowałem na Kartę Polaka, ale to wina MSZ, rządu i innych. Nie trzeba z naszych ludzi [aplikujących o Kartę Polaka] robić zdrajców z powodu Karty Polaka. (...) U nas nie ma mniejszości, jest tylko białoruskie społeczeństwo. To są Polacy, ale to nasi Polacy, żyją na naszej ziemi i nigdzie nie chcą wyjeżdżać.
Ministerstwo Spraw Zagranicznych Republiki Litewskiej wyraziło opinię, że sytuacja w której obywatel Republiki Litewskiej, będący jednocześnie obywatelem Unii Europejskiej, może ubiegać się o Kartę Polaka, a inny obywatel Unii Europejskiej nie, może stanowić dyskryminację zakazaną przez prawo wspólnotowe.